# Osip Brik
Osip Brik (Moscou, 16 de janeiro de 1888 — 22 de fevereiro de 1945) foi um crítico literário russo, um dos principais representantes do formalismo russo. Fundador da Sociedade de Estudos da Linguagem Poética (OPOJAZ), criada em 1916, seu ensaio Ritmo e sintaxe é um dos mais conhecidos que teoriza sobre a poesia.